# Запорізький державний авіаційний ремонтний завод «МіГремонт»
Запорізький державний авіаційний ремонтний завод «МіГремонт» розташований у місті Запоріжжя.
Після здобуття незалежності України у 1991 році.Для підтримання навичок пілотування персоналу, для заводу було виділено кілька літаків МіГ-25 з складу ПС України

## Історія
Заснований 15 грудня 1940 як 57 стаціонарна авіаційна майстерня, на базі якої вже протягом більше 70 років завод «МіГремонт» дає нову силу крилатим машинам.
З 1978 року завод освоїв ремонт літака МіГ-25РБ, а в подальшому — всі його модифікації. На заводі було виконано ремонт понад 300 літаків типу МіГ-25 ВПС і ППО.
У процесі ремонту з 1984 року виконувалася комплексна модернізація літаків типу МіГ-25, яка включала заміну навігаційних комплексів, установку більш вдосконаленого розвідувального та прицільного обладнання, збільшення, бойового навантаження, можливість використання нового ракетного озброєння.
У 1993 році завод почав освоєння ремонту літаків четвертого покоління — Су-27 всіх модифікацій. Перший літак після ремонту піднявся в повітря 29 серпня 1994.
У процесі ремонту на літаках типу Су-17, Су-25, Су-27 завод виконує доопрацювання прицільно-навігаційних комплексів з метою підвищення їх бойової ефективності і надійності в експлуатації.
Виробничі потужності постійно удосконалюються і завод готовий до виконання замовлень з ремонту авіаційної техніки. Ресурс після ремонту відповідає нормам, встановленим КБ і заводом виробником.